# Manifiesto de Ventotene
El Manifiesto de Ventotene, redactado en junio de 1941, pero modificado después, y cuyo título completo es «Por una Europa libre y unida. Proyecto de manifiesto», es un texto precursor de la idea de federalismo europeo. Sus autores, por orden de importancia, son Altiero Spinelli, Ernesto Rossi (autor de la primera parte del tercer capítulo) y Eugenio Colorni (quien redactó el prefacio y editó el manifiesto de forma anónima). Fue publicado por primera vez en 1944.

## Redactores y redacción
Altiero Spinelli antes de entrar en política activa fue periodista y militante comunista y antifascista; condenado en 1927 a 16 años de prisión por unos escritos que ponían en duda la llegada al poder de Benito Mussolini. Su protagonismo en la redacción de dicho manifiesto se comprende a través de esta cita de Mario Albertini: «Spinelli, prácticamente solo, señaló la vía europea y escogió como objetivo prioritatio la construcción de Europa, no a través de los procedimientos de la política extranjera sino a través de una lucha democrática de carácter supranacional y constitucional».
Ernesto Rossi, se debe recordar su notable trabajo de propaganda antifascista mediante la fundación de grupos de oposición («Giustizia e Liberta», Justicia y Libertad: movimiento republicano antifascista), la publicación de periódicos clandestinos («Non Mollare», No ceder: primer periódico de oposición clandestino antifascista), y su participación en organizaciones secretas («Italia Libera», Italia libre).
Eugenio Colorni, filósofo italiano y activista antifascista. Entre 1939 y 1945 fue confinado en Ventotene, donde participó en la redacción del "Manifiesto". Trasladado a diversas cárceles italianas, en 1942 consiguió fugarse, desplazándose entre varias ciudades italianas con el fin de combatir la dictadura fascista, entre otros logros colabora en la fundación del PSIUP. En 1944, pocos días antes de la liberación de Roma, es detenido en esta ciudad, golpeado y herido de gravedad muere dos días después
El Manifiesto fue redactado en una residencia vigilada de la isla de Ventotene, donde estos tres militantes fueron deportados; tratándose por lo tanto de un contexto de encarcelamiento: escrito en papel de cigarro, escondido en una caja de hierro detrás de un doble fondo y, sobre todo, aislados del mundo. 
«El distanciamiento de la vida política permitía verla con mayor desapego y conducía a revisar las posiciones tradicionales», escribió Eugenio Colorni en el prefacio del manifiesto. Una vez terminado, el texto circuló durante largo tiempo secretamente en el seno de la Resistencia italiana, antes de convertirse en una referencia. 

## Un manifiesto con vocación federalista
El manifiesto se compone de tres capítulos.
En «La crisis de la civilización moderna», partiendo de la constatación de que la sociedad moderna se caracteriza por la afirmación de que existe la «igualdad de derechos de todas las naciones a constituirse en estados independientes», los autores imputan a dicha ideología la independencia nacional, el nacimiento del imperialismo capitalista y, en consecuencia, los estados totalitarios y las guerras mundiales.
Los redactores se concentraron enseguida en el proyecto europeo como tal. A pesar del fin de los Estados totalitarios, la ausencia de un consenso popular imprediría a los demócratas consolidar el régimen. Por ello, el manifiesto preconiza más audacia; la población inmadura y embriagada por su nueva libertad no puede estar dirigida más que por «jefes que la guien y sepan hacia donde van» a través de una «verdadera revolución política y social». Esta revolución empieza por una restauración del Estado nacional pero, sobre todo, por una «abolición definitiva de la división de Europa en Estados nacionales soberanos». Queda claramente explicado que a la garantía del Derecho internacional se debe añadir una fuerza internacional. En este sentido, el manifiesto es innovador dado que dicha fuerza nunca fue considerada necesaria en el pasado, todo lo contrario, el principio de no intervención era común a todos los Estados, principio rechazado por el manifiesto.
Por fin se pone en evidencia que la revolución europea debe ser social, permitiendo así la emancipación de la clase obrera y el acceso a mejores condiciones de vida. La noción de revolución socialista es definida por los autores en base al principio fundamental del socialismo; a saber, una dominación que no debe ejercerse por parte de las fuerzas económicas sobre los hombres si no, al contrario, de los hombres sobre las fuerzas económicas. Los medios para derrocar esta relación de fuerzas son la nacionalización de empresas, la redistribución de riquezas injustamente acumuladas por viejos privilegios y los derechos de sucesión. El principio de igualdad de oportunidades aparece también, aunque no citado textualmente, así como la seguridad de un nivel de vida mínimo afirmado no por la caridad sino por el «potencial de producción en masa de productos de primera necesidad». Deben estar asegurados la libre elección de mandatarios de sindicatos así como la primera garantía estatal de respeto de contratos. Por último, el manifiesto requiere la abolición de un Concordato con el objetivo de laicización del Estado y el abandono de cámaras corporativistas como representación política. 

## Perdurabilidad del manifiesto
El texto fue adoptado más tarde como programa en el seno del Movimiento Federalista Europeo (MFE), organización fundada entre el 27 y el 28 de agosto de 1943 en Milán por Spinelli, convirtiéndose en un texto federador a dos niveles: federando políticamente sus partisanos en torno a un proyecto federador a escala europea. 
El Movimiento Federalista Europeo, simple asociación en su creación, designa actualmente la sección italiana de la Unión de Federalistas Europeos, organización supranacional que reúne grupos federalistas de diferentes países europeos. El MFE no reivindica ningún partido político y tiene como objetivo la promoción del federalismo mundial. 
Spinelli es con frecuencia considerado como uno de los padres fundadores de la Unión Europea, lo que demuestra la importancia de dicho movimiento y de su manifiesto en la construcción comunitaria. El impacto de las ideas recogidas en este texto se mide a través de las posteriores funciones de Spinelli: miembro de la Comisión Europea en 1970 encargado de la política industrial e investigación, además de miembro del primer Parlamento Europeo en 1979, elegido mediante sufragio universal directo. En 1984 el proyecto de Tratado de la Unión Europea, del que es parte el origen, es adoptado por la Eurocámara. Jugó por lo tanto un papel preponderante en el campo europeo, permitiendo a sus ideas y a su manifiesto una verdadera posteridad.
El Manifiesto de Ventotene sigue siendo un asunto profundamente actual. Los Estados - nación se siguen aferrando a sus prerrogativas soberanas y el avance de la Unión Europea, aunque seguro, sigue siendo lento. Han hecho falta golpes como la crisis financiera mundial a inicios de 2007 o la cuestión de la viabilidad de la deuda soberana en la zona euro para poder reflexionar sobre un nuevo nivel de federalismo en la regulación económica europea. Si el manifiesto ha valido de fundamento en el origen del proyecto federador, hoy en día su interés es doble puesto que no está obsoleto, todo lo contrario, sigue anclado en los intereses actuales. 
El 21 de mayo de 2006 tuvo lugar la conmemoración del aniversario de la muerte de Spinelli. Giorgio Napolitano, presidente de la República de Italia declaraba en aquel entonces: «No hay futuro [...] si no es en el rechazo a cualquier tentación de repliegue en las reclamaciones mezquinas e ilusorias de interés nacional y el abandono estéril al escepticismo hacia el proyecto europeo". Estas palabras, como el hecho de que dicha conmemoración tuviera lugar en la isla de Ventotene, demuestran la presencia del manifiesto.
«El espíritu del «Manifiesto de Ventotene» ha hecho su recorrido. Impregnó el encuentro de Ginebra en la primavera de 1944 […]. Inspiró en junio de ese año la creación de un Comité francés para la cooperación europea. Después de la guerra, encontró su prolongación en el Congreso de La Haya que tuvo lugar del 7 al 11 de mayo de 1948, como iniciativa del comité internacional de coordinación de movimientos por una Europa unida. Esto derivó en la creación del Consejo de Europa el 5 de mayo de 1949 esperando el primer Tratado para poner en común el carbón y el acero en 1951». Este extracto de la página web de Bernand Poignant, diputado europeo, revela la perdurabilidad reconocida o inconsciente de este manifiesto en la construcción de la Unión Europea.